# Modelagem ambiental
Modelagem ambiental é o ramo da modelagem matemática  que visa prever eventos ou fenômenos ambientais a partir de princípios gerais. Modelagem Ambiental é, basicamente, modelagem computacional, utilizando modelos matemáticos, aplicada a situações relativas ao meio natural ou a situações criadas pelo Homem ao alterar o meio ambiente. Seu objetivo é a geração de diagnósticos e prognósticos para gerenciar o meio ambiente de forma sustentável.
As bases de um modelo ambiental são princípios gerais, expressos em termos de equações matemáticas, como as equações de Navier-Stokes ou a equação do transporte, entre outras, conforme o problema. Para solucionar estas equações, técnicas analíticas ou análise numérica são empregadas. Entre as técnicas numéricas mais empregadas na modelagem ambiental estão o método das diferenças finitas, o método dos elementos finitos ou  o método dos volumes finitos. Pode-se utilizar também métodos analítico-numéricos como os métodos de transformadas integrais generalizadas. A utilização da computação na modelagem ambiental permite a avaliação precisa e em tempo real de impactos ambientais da dispersão de poluentes nos rios, mares ou atmosfera, mudanças climáticas, hidrodinâmica fluvial ou marinha, como nos casos de emissários submarinos ou subfluviais, usina hidrelétricas, obras marítimas como portos, molhes, quebra-mares, diques modelagem de ecossistemas, modelos oceânicos em oceanografia física, modelos oceânicos de onda, entre outros fenômenos de interesse.
Estas técnicas são muito utilizadas em Engenharia sanitária, Engenharia ambiental, Engenharia hidráulica e até mesmo em Biologia.